# HD53365
HD53365 — хімічно пекулярна зоря спектрального класу
A0 й має видиму зоряну величину в смузі V приблизно  9,5.

## Пекулярний хімічний вміст
Зоряна атмосфера HD53365 має підвищений вміст 
Si
.